# Reigen
Reigen (jap. 霊元天皇 Reigen tennō; ur. 9 lipca 1654, zm. 24 września 1732) – 112. cesarz Japonii. Panował w latach 1663–1687. Jego własnym imieniem było Satohito (jap. 識仁), pełne imię Satohito Ate no Miya (jap. 識仁高貴宮).

## Życiorys
W 1654, po śmierci starszego brata, Go-Kōmyō, Satohito, mający zaledwie rok, został mianowany następcą tronu, a cesarzem został jego drugi brat, Go-Sai, który zmarł w 1663, kiedy Satohito miał 9 lat. 5 marca 1663 odbyła się intronizacja Satohito na cesarza. Nie wybrał on sobie jednak żadnego cesarskiego imienia i był nadal nazywany Satohito.
6 maja 1687, po 24 latach panowania na tronie, Satohito abdykował na rzecz swego syna, który wstąpił na tron przyjmując imię Higashiyama. Mimo że jego syn był właściwym cesarzem, Satohito ciągle zajmował bardzo ważną pozycję na dworze cesarskim i przez pierwsze lata panowania swego syna to właśnie on prowadził rozmowy z siogunami Tokugawa.
W 1709 zmarł Higashiyama, a jego syn był za młody, aby zostać cesarzem, dlatego po 22-letniej przerwie 55-letni Satohito znów wstąpił na tron, podejmując wszystkie decyzje i sprawując faktyczną władzę w imieniu swego wnuka, Nakamikado. Jednak po czterech latach, w 1713 uznano, że Nakamikado jest dostatecznie duży, aby zostać cesarzem i Satohito musiał zakończyć drugie panowanie.
W wieku 58 lat Satohito, mimo że miał żony i ponad dwadzieścioro dzieci, poczuł powołanie do religii i kiedy tylko władzę przejął jego wnuk, opuścił dwór cesarski i wstąpił do klasztoru buddyjskiego, gdzie przyjął imię Sojo (jap. 素浄). W klasztorze spędził 29 lat, po czym zmarł z przyczyn naturalnych w wieku 87 lat.
Jego dzisiejsze imię wymyślono pod koniec XIX w. Połączono ze sobą imiona dwóch cesarzy panujących ponad 2000 lat temu, cesarza Korei i cesarza Kogen i utworzono Reigen (rei+gen = Reigen).

## Genealogia
| Go-Yōzei 後陽成天皇 ur. 31 grudnia 1572 zm. 25 września 1617 | Go-Yōzei 後陽成天皇 ur. 31 grudnia 1572 zm. 25 września 1617 |                                                                |                                                                | Konoe 近衛前子 ur. ?? zm. po 1618 | Konoe 近衛前子 ur. ?? zm. po 1618 |  |  | Sonomotooto 内大臣園基音 ur. ?? zm. ?? | Sonomotooto 内大臣園基音 ur. ?? zm. ?? |                                                   |                                                   | N.N. ??? ur. ?? zm. ?? | N.N. ??? ur. ?? zm. ?? |
|                                                              |                                                              |                                                                |                                                                |                                   |                                   |  |  |                                        |                                        |                                                   |                                                   |                        |                        |
|                                                              |                                                              |                                                                |                                                                |                                   |                                   |  |  |                                        |                                        |                                                   |                                                   |                        |                        |
|                                                              |                                                              | Go-Mizunoo 後水尾天皇 ur. 29 czerwca 1596 zm. 11 września 1680 | Go-Mizunoo 後水尾天皇 ur. 29 czerwca 1596 zm. 11 września 1680 |                                   |                                   |  |  |                                        |                                        | Fujiwara Kuniko 新広義門院国子 ur. ?? zm. po 1654 | Fujiwara Kuniko 新広義門院国子 ur. ?? zm. po 1654 |                        |                        |
|                                                              |                                                              |                                                                |                                                                |                                   |                                   |  |  |                                        |                                        |                                                   |                                                   |                        |                        |
|                                                              |                                                              |                                                                |                                                                |                                   |                                   |  |  |                                        |                                        |                                                   |                                                   |                        |                        |
|                                                              |                                                              |                                                                |                                                                |                                   |                                   |  |  |                                        |                                        |                                                   |                                                   |                        |                        |

|  |  | Reigen 霊元天皇 ur. 9 lipca 1654 zm. 24 września 1732 |